# Kuhreihen
Kuhreihen (auch Kühreihen, Kuhreigen und Kühreigen, französisch ranz des vaches) ist eine Gattung von Hirtenliedern, mit denen in den Schweizer Alpen und im Höheren Mittelland früher die Kühe zum Melken angelockt wurden.

## Herkunft und Verbreitung

Kuhreihen auf einem Plakat für das milchhaltige ‹Kindermehl› von Nestlé, 1901

Der älteste erhaltene Kuhreihen ist rein instrumental überliefert: Der «Appenzeller Kureien Lobe lobe», der 1545 durch Georg Rhau in seinen Bicinia Gallica, Latina et Germanica zweistimmig gesetzt wurde. Instrumente für Kuhreihen waren Alphorn, Schalmei und Sackpfeife.
Melodien und Liedtexte von vor 1800 sind aus dem Emmental, Oberhasli, Entlebuch und Simmental belegt. Im frankoprovenzalischsprachigen Greyerzerland im Kanton Freiburg heissen diese Lieder Ranz des vaches. Auch dort enthalten sie den Ruf Lîoba por aria! («Kühe, kommt zum Melken!») sowie die Namen einzelner Kühe. Das Wort Lobe für «Kuh» ist den alemannischen und romanischen Alpendialekten gemeinsam – Richard Weiss (Volkskunde der Schweiz) vermutete vorindogermanischen Ursprung. Bis heute heissen mancherorts in der Schweiz die Kühe Loobe oder in der Verniedlichungsform Loobeli.
Der Arzt Johannes Hofer in seiner Beschreibung der Schweizerkrankheit von 1688 De Nostalgia vulgo Heimwehe oder Heimsehnsucht berichtet, dass Schweizer Söldner (Reisläufer) beim Hören von Kuhreihen von Melancholie befallen wurden und zur Desertion neigten.
Ähnlich der Zürcher Arzt Johann Jakob Scheuchzer, der um 1718 schrieb: «Dieses Übel ist am allermeisten unter denen Schweitzern gemein, und man nennt solches daher la maladie du Pais». Scheuchzer berichtet, dass die Offiziere von Schweizer Söldnern in fremden Diensten bei «ernstlicher Strafe» verboten, Kuhreihen zu spielen oder zu singen, um Ausbrüche von Heimweh und Desertion zu unterbinden.
1798 schrieb der Arzt Johann Gottfried Ebel, selbst helvetische Kühe erkrankten an Heimweh, würden ihnen in der Fremde Kuhreihen vorgetragen: «Sie werfen augenblicklich den Schwanz krumm in die Höhe, zerbrechen alle Zäune und sind wild und rasend.»
Im Anschluss an das Unspunnenfest vom 17. August 1805 erlebten die Kuhreihen einen populären Aufschwung mit den Publikationen von acht «Schweizer-Kühreihen» durch G. J. Kuhn und J. R. Wyss, die die Lieder mit allerlei romantischen und «naivtuenden» Geschichten zum Sennenleben ausstatteten. In den Jahren 1812, 1818 und 1826 folgten erweiterte Auflagen dieser Sammlung. Die vierte und letzte Auflage war mit 76 klavierbegleiteten Nummern und luxuriösen Bildern für gebildete Touristen bestimmt.
Ein Appenzeller Kuhreihen wurde in einem Nachdruck von Hofers Dissertation (Basel 1710) auch mit Noten wiedergegeben und immer wieder nachgedruckt, u. a. in Rousseaus Musiklexikon (Paris 1768), irrtümlich aber auch in einer Mollversion. Diese Fassung wurde durch Joseph Weigls Singspiel Die Schweizer Familie (Wien 1809) europaweit bekannt, und sogar Wyss druckte sie 1826 nach der Version in Weigls Singspiel ab. So wurde diese sogenannte Kuhreigen-Szene für Franz Liszt, Joachim Raff, Meyerbeer, Rossini und Richard Wagner zum Anknüpfungspunkt eigener Kompositionen. In der Folge wurden auch andere Lieder dieser Sammlung in schweizerischen Heimatliedern verballhornt und dienten Komponisten zur Anregung. Sie beeinflussten das im 19. Jahrhundert aufkommende schweizerdeutsche Jodellied.
Tobler (1890) beschreibt den Appenzeller Löckler als besonders musikalisch: Der Senn auf der Ebenalp habe die Kühe in kürzester Zeit bei der Tränke, indem er auf die Silben hö, hä, ä … mit dem höchsten in Bruststimme zu erreichenden Ton einsetzte und einen chromatisch abwärts gleitenden Kettentriller, durch die Zwischenrufe Chönd wäädli, wäädli, wäädli, wäädli! («kommt schnell!») unterbrochen, hören lasse.
Ähnliche Melodieformeln zum Anlocken von Kühen verwendeten unter anderem wallonische und norwegische Hirten. Zwei Kuhreihen aus dem skandinavischen Raum findet man beispielsweise im 1910 veröffentlichten Heft Meine Lieder zur Laute (Heft 1) von Elsa Laura von Wolzogen.
Im baden-württembergischen Villingen wird zum Gedenken an die Errettung von einer Viehseuche seit der Mitte des 18. Jahrhunderts jedes Jahr am 24. Dezember ein Kuhreihen auf einer Herterhorn genannten Holztrompete geblasen.